# Сенек
Сене́к (каз. Сенек) — село у складі Каракіянського району Мангистауської області Казахстану. Адміністративний центр Сенецького сільського округу.
Населення — 1668 осіб (2021; 2038 у 2009, 1769 у 1999, 1805 у 1989).